# Foxfire (Carolina do Norte)
Foxfire é uma vila localizada no estado norte-americano de Carolina do Norte, no Condado de Moore.

## Demografia
Segundo o censo norte-americano de 2000, a sua população era de 474 habitantes.
Em 2006, foi estimada uma população de 475, um aumento de 1 (0.2%).

## Geografia
De acordo com o United States Census Bureau tem uma área de
7,6 km², dos quais 7,4 km² cobertos por terra e 0,2 km² cobertos por água.

## Localidades na vizinhança
O diagrama seguinte representa as localidades num raio de 16 km ao redor de Foxfire.